# Sandfischeffekt

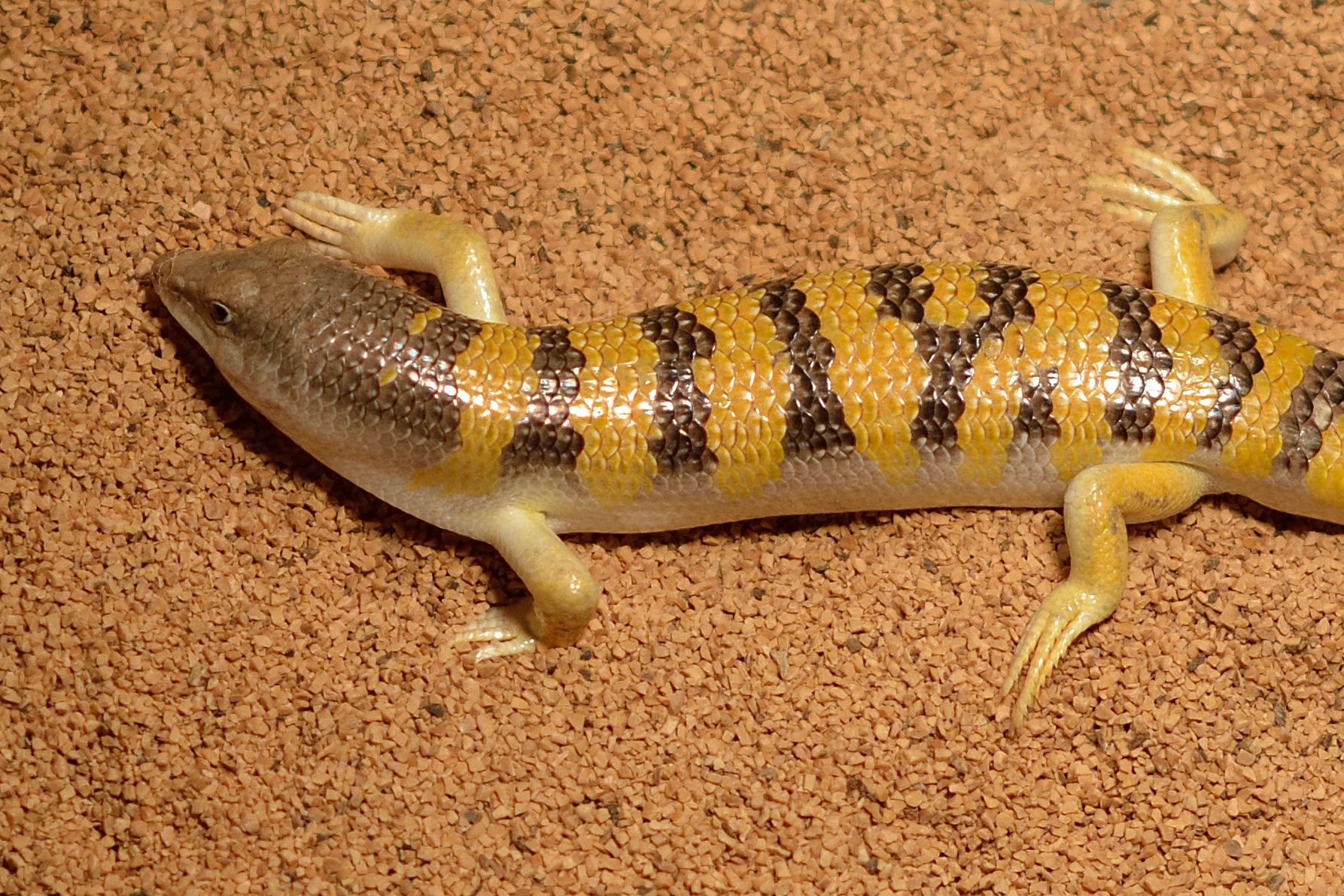
Die Körperoberfläche des Apothekerskinks (Scincus scincus) ist von Hornschuppen bedeckt und trotzdem sehr flexibel und elastisch.

Als Sandfischeffekt bezeichnet man die abriebs- und reibungreduzierenden Merkmale des Panzers einiger wüstenbewohnender Reptilien. Bisher ist er von drei Gattungen bekannt: Den Sandfischen (Scincus), den Sandschleichen (Sphenops) und den Echten Sandboas (Eryx). Es wird angenommen, dass diese Reptilien die spezielle Struktur der Haut jeweils konvergent als eine Anpassung an die im Wüstensand grabende Lebensweise entwickelten.

## Erklärung anhand der Hornschuppenstruktur
Die Schuppen sind wie bei anderen Reptilien aus Keratin gebildet, die eine besondere Mikrostruktur besitzen. Unter dem Rasterelektronenmikroskop zeigen die Schuppen in Abständen von etwa 5–8 Mikrometern quer verlaufende Schwellenstrukturen von etwa einem 1 Mikrometer Durchmesser und 250 Nanometer Höhe. Bei Rückenschuppen sind zusätzlich dornenartige Fortsätze („Nano-Spikes“, 40 nm) auf dem Rand der Schwellenstrukturen zu erkennen. Der Durchmesser eines durchschnittlichen Sandkorns entspricht im Schnitt der Ausdehnung von 38 Schwellen. Sie fungieren als „Bürsten“, welche fest an den Sandkörnern haftende Tonmineralien-Schichten abstreifen. Dies vermindert den Reibungskoeffizient signifikant. Dadurch wird auch verhindert, dass sich die Tonmineralien an der Haut absetzen. Die Tonminerale konnten in einem Versuch von den Schwellen durch leichtes Pusten oder einen weichen Pinsel entfernt werden. Die Struktur der Schuppen verhindert auch deren Abnutzung. Aufgrund dieser Merkmale können sich die Reptilien schnell im Sand fortbewegen, ähnlich dem Schwimmen im Wasser. In Versuchen zeigte sich, dass die Schuppen dieser Reptilien abriebs- und reibungsärmer als konventionelle Materialien wie etwa Stahl sind. Ein weiteres besonderes Merkmal des β-Keratins in den Hornschuppen von S. scincus ist sein hoher (O und N)-Glykosylierungsgrad. Die Mannose-reichen Kohlenhydrate bewirken im Vergleich zu wenig glykosiliertem β-Keratin eine Reduktion des Reibungskoeffizienten der Schuppen und erhöhen darüber hinaus ihre Elastizität. Die verzweigten Kohlenhydratstrukturen reduzieren wahrscheinlich die Adhäsionskräfte der Sandkörnchen an die Schuppenoberfläche durch Verringerung der Van-der-Waals-Kräfte auf molekularer Ebene.
Der Sandfischeffekt ist ein aktuelles Forschungsthema der Bionik.

## Kritik und alternative Erklärungen
Weitergehende wissenschaftlich-technische Untersuchungen der Schuppen widersprechen der Theorie, dass es einen besonderen Zusammenhang zwischen dem reibungsarmen Gleiten des Schuppenpanzers im Sand und seinen tribologischen Eigenschaften gibt. Zunächst wurde auf morphologischer Ebene festgestellt, dass die überlappenden Schwellenstrukturen inkl. der Dornenränder bei einigen anderen „nicht-sandschwimmenden“ Reptilien wie z. B. E. schneiderii vorkommen, davon auch einige in grundlegend verschiedenen Habitaten lebend. Zum anderen ist das Vorkommen beider Strukturmerkmale stark von der anatomischen Lage abhängig: Die dorsalen Hornschuppen zeigen überlappendende Schwellenstrukturen, während die ventralen bei S. scincus nahezu flächendeckend glatt sind. Der ventrale Teil des Körpers kommt auch oberhalb des Sandbodens am häufigsten mit abrasiven Materialien in Kontakt.
Messungen des Reibungskoeffizients (µ) mit Hilfe eines Mikro-Tribometers und der Rasterkraftmikroskopie ergaben, dass die Hornschuppen von S. scincus im Nanometer-Maßstab weniger als ein Drittel des Reibungskoeffizienten von Plexiglas oder Polyetheretherketon aufwiesen, jedoch auf mikroskopischer Ebene vergleichbare oder höhere Werte aufwiesen. Außerdem ergaben Messungen der Hornschuppen von Spalerosophis diadema, einer nicht-sandschwimmenden Diademnatter, weniger als die Hälfte des µ-Werts. Die Bestimmung des Härtegrades der Hornschuppen mittels einer Prüfspitze ergab mit S. diadema vergleichbare Werte.
Aus diesen Messungen wurde die Schlussfolgerung gezogen, dass der Hornschuppenpanzer von Tieren wie S. scincus, die typischerweise den Sandfischeffekt aufweisen, zwar gute und für ihren Lebensraum hinreichende aber keine außergewöhnlichen tribologischen Eigenschaften besitzt. Für den Sandfischeffekt ist abseits der tribologischen Eigenschaften vielmehr die Flexibilität des Hornschuppenpanzers und die evolutiv erworbene Schlängelbewegung der Tiere während des „Sandschwimmens“ verantwortlich.